# Słupia (powiat Skierniewicki)
Słupia is een dorp in het Poolse woiwodschap Łódź, in het district Skierniewicki. De plaats maakt deel uit van de gemeente Słupia en telt 733 inwoners.